# Nemophora arcuatifasciata
Nemophora arcuatifasciata (лат.) — вид длинноусых молей рода Nemophora (Adelidae). Китай: Хунань, Цзянси.

## Описание
Переднее крыло 9 мм; размах крыльев 18,0 мм. От близких видов (N. decisella , N. paradisea и N. smaragdaspis) отличается следующими признаками: дистальная часть жгутика равномерно жёлтая, тогда как у N. decisella она чёрно-белая, а у N. paradisea и N. smaragdaspis светло-бронзовая; цвет базальной части немного светлее основания переднего крыла, но наиболее жёлтый у остальных, что заметно отличается от основания переднего крыла; поперечная центральная фасция узкая, явно дугообразно выгнутая к середине, которая слегка образует «3»-образную форму, в то время как у остальных она широкая с почти прямыми краями. Губной щупик 3-сегментный, короткий или средней длины, с густыми приподнятыми волосками. Максиллярный щупик рудиментарный. Голени передних ног имеют апикальные эпифизы; задние голени покрыты густыми волосками.
Переднее крыло ланцетовидное, относительно широкое, длина около 2,8 × ширины; цвет основания тёмно-коричневый до чёрного с чёрно-фиолетовым металлическим блеском, за исключением базальной части у бокового края светлого цвета; поперечная тёмно-коричневая фасция расположена в основании 2/5 и окаймлена с обеих сторон парой узких серебристо-свинцовых полос с чёрным окаймлением, явно дугообразно выходящих на середину, слегка «3»-образной формы. Диск вершинной области испещрён многочисленными чешуйками с ярким серебристо-серым блеском; вершинная угловая область с небольшим пятном от тёмно-жёлтого до коричневатого цвета; реснички тёмно-коричнево-красные до чёрных с пурпурным металлическим блеском. Жилки R3 и R4 разделены. Задние крылья и реснички тёмно-коричневые до чёрного, края явно более тёмного цвета; жилка Rs стебельчатая с M1 в базальной части на 1/5. Брюшко тёмно-коричневое дорсально и чёрное вентрально.